# Nekrași, Cerneahiv
Nekrași (în ucraineană Некраші) este un sat în comuna Trokovîci din raionul Cerneahiv, regiunea Jîtomîr, Ucraina.

## Demografie
Componența lingvistică a localității Nekrași
     Ucraineană (98,49%)
     Rusă (1,51%)
Conform recensământului din 2001, majoritatea populației localității Nekrași era vorbitoare de ucraineană (98,49%), existând în minoritate și vorbitori de rusă (1,51%).